# San Juan (Siquijor)
San Juan ist eine philippinische Stadtgemeinde in der Provinz Siquijor, in der Verwaltungsregion VII, Central Visayas. Sie hat 14.854 Einwohner (Zensus 1. August 2015), die in 15 Barangays lebten. Sie wird als Gemeinde der fünften Einkommensklasse auf den Philippinen und als teilweise urbanisiert eingestuft.
Die Gemeinde liegt im westlichen Teil der Insel Siquijor und die Topographie ist gekennzeichnet durch hügeliges Terrain. Im Westen der Gemeinde grenzt die Gemeinde an die Mindanaosee. Ihre Nachbargemeinden sind Lazi im Osten, Siquijor im Norden.

## Baranggays
| - Canasagan - Candura - Cangmunag - Cansayang - Catulayan - Lala-o - Maite - Napo | - Paliton - Poblacion - Solangon - Tag-ibo - Tambisan - Timbaon - Tubod |